# 福岡歯科大学
福岡歯科大学（ふくおかしかだいがく、英語: Fukuoka Dental College）は、福岡県福岡市早良区田村二丁目15番1号に本部を置く日本の私立大学。1973年創立、1973年大学設置。

## 沿革
- 1972年 - 学校法人福岡歯科学園寄付行為認可
- 1973年 - 福岡歯科大学附属病院開設。福岡歯科大学開学
- 1981年 - 福岡歯科大学附属歯科衛生専門学校開校
- 1985年 - 福岡歯科大学大学院歯学研究科を開設
- 1997年 - 福岡歯科大学附属歯科衛生専門学校を福岡医療短期大学に改組
- 2011年 - 法人名を学校法人福岡学園に変更認可。福岡歯科大学口腔医療センターの開設が認可され、開設
- 2013年 - 歯学部歯学科を口腔歯学部口腔歯学科に名称変更
- 2020年 - 大学キャンパス内に立地する病院棟・記念講堂棟の新築プロジェクト「福岡歯科大学医科歯科総合病院建替計画（仮称）」が進行中。現病院跡地に600名収容の大ホールや大小のセミナー室を備えた記念講堂の建設を計画[1]。

## 教育および研究

### 組織

#### 学部
- 口腔歯学部
  - 口腔歯学科

#### 大学院
- 歯学研究科
  - 歯学専攻

#### 関連実習施設
- 福岡歯科大学医科歯科総合病院
- 口腔医療センター
- 介護老人保健施設サンシャインシティ
- 特別養護老人ホーム サンシャインプラザ

## 学生生活

### 学費
- 初年度納付金: 550万円[2]
- 2年生以降学生納付金: 毎年435万円
- 教科書代等: 6年間計151万円（目安）

## 大学関係者と組織

### 教職員
- 水田祥代 - 学校法人福岡学園理事長

### 出身者
- 比嘉奈津美 - 政治家